# Dămuc, Neamț
Dămuc este satul de reședință al comunei cu același nume din județul Neamț, Transilvania, România.
 Acest articol despre o localitate din județul Neamț este deocamdată un ciot. Puteți ajuta Wikipedia prin completarea lui.